# Zuvanda exacoides
Zuvanda exacoides är en korsblommig växtart som först beskrevs av Dc., och fick sitt nu gällande namn av Askerova. Zuvanda exacoides ingår i släktet Zuvanda och familjen korsblommiga växter. Inga underarter finns listade i Catalogue of Life.